# Kubi (pel·lícula)
Kubi (首, lit. Coll) és una pel·lícula històrica japonesa de samurais del 2023 escrita, dirigida, produïda i editada per Takeshi Kitano, que també interpreta a Hashiba Hideyoshi (Toyotomi Hideyoshi). La pel·lícula està basada en la novel·la homònima, estrenada el 2019 i escrita per Kitano. La pel·lícula representa l'esdeveniment històric de l'incident de Honnō-ji, que va tenir lloc durant el període Sengoku el 1582. Kadokawa Corporation va produir la pel·lícula i la va distribuir conjuntament al Japó amb Toho. La pel·lícula també és protagonitzada per Hidetoshi Nishijima com a Akechi Mitsuhide, Ryo Kase com a Oda Nobunaga, Tadanobu Asano com a Kuroda Kanbei, i Nao Omori com a Hashiba Hidenaga.
Es va estrenar a la secció Cannes Premiere al 76è Festival Internacional de Cinema de Canes el 23 de maig de 2023. Es va estrenar al Japó el 23 de novembre de 2023.

## Argument
La cronologia de la pel·lícula cobreix els esdeveniments del el setge del castell d'Arioka el 1579, que va conduir a l'incident de Honnō-ji i les conseqüències immediates de la batalla de Yamazaki el 1582.
La narració de la pel·lícula al·lega el paper central jugat per relacions homosexuals interpersonals al cos d'oficials d'Oda Nobunaga. Nobunaga utilitza el seu domini i el manteniment de la dominació sexual entre els seus generals (sobretot Araki Murashige i Akechi Mitsuhide) com a mitjà d'intimidar-los perquè li siguin fidels Nobunaga fa encara més la promesa de la successió a qui entre els seus generals conquereix més territori per a ell (al·legant que el seu fill Nobutada és incompetent), mentre que secretament planeja eliminar els generals i aliats que representen la major amenaça per a ell (com ara Tokugawa Ieyasu and Hashiba Hideyoshi). Murashige, aparentment impulsat per la paranoia i la gelosia contra els capritxos de Nobunaga, va llançar la seva revolta contra Nobunaga (i ràpidament fou derrotat). Nobunaga, al seu torn, encarrega a Mitsuhide de capturar i executar Murashige.
Tanmateix, es revela que Murashige i Mitsuhide tenen una relació homosexual separada, i Mitsuhide amaga Murashige mentre planeja lentament la seva revolta contra Nobunaga. Hideyoshi, sens dubte l'única persona de la classe d'oficial d'en Nobunaga sense vincles sexuals amb Nobunaga, es presenta el més deferent i inofensiu possible tant amb Nobunaga com amb Ieyasu. En secret, reuneix intel·ligència contra tothom per aprofitar la seva posició contra els seus aliats i enemics. Ho utilitza a través dels seus vincles amb clans ninja no afiliats, reclutes camperols i els auspicis de Sen no Rikyu.
Al llarg de la pel·lícula, els grans daimyo i els generals són retratats amb molta crueltat, no sols en el tractament dels seus subalterns, sinó també en el seu flagrant menyspreu per qualsevol observació del suposat bushido, accedint fàcilment a la violència i a la traïció si els aporta un avantatge. Això s'il·lustra com Kuroda Kanbei ajuda a Hideyoshi i elimina els actius/aliats que poden comprometre l'Hideyoshi. En Tokugawa Ieyasu, per la seva banda, passa casualment per múltiples kagemusha que estan preparats per ser assassinats mentre es mou i escapa dels seus enemics. A la història s'entrellacen els intents del camperol Naniwa Mosuke d'ascendir entre les files del samurai des de lladre a ashigaru--no com ho va fer Hideyoshi una vegada (tot i que això el porta a assassinar altres camperols).
La pel·lícula culmina amb el llançament de l'assalt de Mitsuhide al temple Honno-ji (però no abans d'abandonar a Murashige i llançar-lo, subjectat en una gàbia de fusta, per un penya-segat). En última instància, Nobunaga mor no per cometre seppuku sinó per Yasuke enfurismat (molt maltractat per Nobunaga al llarg de la pel·lícula) que el va decapitar, marxant amb el seu cap, negant així a Mitsuhide la prova de la seva victòria. Aprofitant el caos, Hideyoshi marxa amb força al seu exèrcit des del setge de Takamatsu per trobar-se amb les forces de Mitsuhide. La velocitat d'Hideyoshi obliga a enfrontar-se a Yamazaki, i els seus exèrcits derrotaren clarament els de Mitsuhide. Mentre Mitsuhide fuig de la derrota, els seus criats són assetjats i assassinats per lladres camperols a la carretera, amb Mosuke acorralant-lo. Acceptant la derrota, Mitsuhide comet seppuku i ofereix a Mosuke el seu cap, finalment li dóna l'oportunitat d'ascens. Malauradament, els lladres també comencen a girar-se contra Mosuke i apunyalar-lo fins a la mort.
La pel·lícula acaba amb Hideyoshi observant els caps de les víctimes de la batalla de Yamazaki. Quan se'ls presenten els caps de Mitsuhide i Mosuke, ara molt descompostos, els descarta bruscament, creient que posseir els seus caps no importa en aquest moment de la seva victòria.

## Repartiment
- Takeshi Kitano com a Hashiba Hideyoshi
- Hidetoshi Nishijima com a Akechi Mitsuhide
- Ryo Kase com a Oda Nobunaga
- Nakamura Shidō II com a Naniwa Mosuke
- Tadanobu Asano com a Kuroda Kanbei
- Nao Ōmori com a Hashiba Hidenaga
- Yūichi Kimura com a Sorori Shinzaemon
- Kenichi Endō com a Araki Murashige
- Masanobu Katsumura com a Saitō Toshimitsu
- Susumu Terajima com a Sahei
- Kenta Kiritani com a Hattori Hanzō
- Naomasa Musaka com a Ankokuji Ekei
- Makoto Ōtake com a Mamiya Buryō
- Kanji Tsuda com a Tamezō
- Yoshiyoshi Arakawa com a Shimizu Muneharu
- Kanichiro com a Mori Ranmaru
- Jun Soejima com a Yasuke
- Kaoru Kobayashi com a Tokugawa Ieyasu
- Ittoku Kishibe com a Sen no Rikyū

## Producció
Aquesta pel·lícula va ser concebuda més o menys al mateix temps que el primer treball de direcció de Takeshi Kitano Sonatine (1993). Es deia que Akira Kurosawa tenia grans expectatives, afirmant: "Si Kitano fes aquesta pel·lícula, seria una obra mestra igual a Shichinin no Samurai". La raó per la qual Kitano va trigar 30 anys s'explica de la següent manera: "Recentment, he pogut reunir actors amb talent al grup Kitano, i quan actors tan excel·lents s'ajunten, vaig sentir que finalment era el moment de fer-ho... i així va ser com finalment va arribar a bon port", va dir Kitano.
Aquesta pel·lícula es va produir amb un pressupost d'1.500 milions de iens, amb finançament de Kadokawa, i es va rodar entre abril i setembre de 2021.
El 3 d'agost de 2022, Weekly Shincho va informar que tot i que l'edició de la pel·lícula estava gairebé completada al 90%, hi va haver una disputa entre Kitano i Kadokawa pel contracte, que va resultar en una suspensió de la producció. Segons l'informe, Kadokawa va buscar finançament addicional de Netflix, però Kitano en va exigir una part per ell mateix. També es va informar que Kitano desconeixia aquesta sol·licitud de finançament i va sospitar, preguntant-se si hi havia altres agendes ocultes implicades. El mateix dia, Kitano va explicar la situació al seu lloc web oficial, afirmant: "A causa de la negativa de Kadokawa a finalitzar el contracte, no vaig tenir més remei que aturar la producció. Alguns membres del personal també estaven insatisfets amb les condicions del contracte, i sembla que hi havia gent que no havia signat contracte fins al final del rodatge". A més, va aclarir: "No es tracta de diners. El contracte proposat per Kadokawa era extremadament unilateral i no he fet cap exigència desproporcionada. Si accepten el contracte, reprendré el treball d'edició".

## Estrena
El 15 d'abril de 2023 es va anunciar que la pel·lícula s'estrenaria al Japó a la tardor del mateix any, i es va confirmar la seva data el 23 de novembre de 2023, després de l'estrena de Canes.
La pel·lícula va ser seleccionada per ser projectada com a part de la secció  Cannes Premiere del 76è Festival Internacional de Cinema de Canes, on es va estrenar el 23 de maig 2023.

## Recepció

### Resposta crítica
A Rotten Tomatoes, la pel·lícula té un índex d'aprovació del 78% basat en nou ressenyes, amb una puntuació mitjana de 6,8/10. A Metacritic, la pel·lícula té una mitjana ponderada de 67 sobre 100, basada en set crítiques crítiques, indicant "crítiques generalment favorables".

### Premis i nominacions
| Premi              | Data de cerimònia  | Categoria                  | Receptor(s)       | Resultat | Ref.   |
| ------------------ | ------------------ | -------------------------- | ----------------- | -------- | ------ |
| Festival de Cannes | 26 de maig de 2023 | Palma Queer                | Takeshi Kitano    | Nominat  | [ 11 ] |
| Asian Film Awards  | 10 de març de 2024 | Millor actor secundari     | Nakamura Shidō II | Nominat  | [ 12 ] |
| Asian Film Awards  | 10 de març de 2024 | Millor disseny de vestuari | Kazuko Kurosawa   | Nominat  | [ 12 ] |